# ジオヴァンニ・パルミエリ・ドス・サントス
ジオヴァンニ（Giovanni）ことジオヴァンニ・パルミエリ・ドス・サントス（ポルトガル語: Giovanni Palmieri dos Santos、1989年6月23日 - ）は、ブラジルとイタリアの元サッカー選手。現役時代のポジションはDF。

## 家族
母方はイタリア系。弟のエメルソンもサッカー選手。

## タイトル
フルミネンセ
- プリメイラ・リーガ・ド・ブラジル: 2016

アメリカ・ミネイロ
- カンピオナート・ブラジレイロ・セリエB: 2017